# Vorst (Antwerpen)
Vorst ist ein Ortsteil der belgischen Gemeinde Laakdal und liegt im Arrondissement Turnhout in der Provinz Antwerpen. Vorst war bis Ende 1976 eine selbständige Gemeinde. Die Ortschaft Vorst, zu der außerdem noch der Weiler Meerlaar gehört, erstreckt sich über ein Gebiet von 15,49 km² und zählte am 1. Januar 2006 6368 Einwohner. 

## Sehenswürdigkeiten
- Der Bau der etwas außerhalb der Ortsmitte gelegenen St.-Gertrudis-Kirche (ndl. "Sint-Gertrudiskerk") wurde bereits 1460 begonnen, der zugehörige Turm dann später, 1520, errichtet, und die Seitenschiffe wurden schließlich 1756 gebaut.

- Das Pfarrhaus stammt aus dem Jahre 1690 und ersetzte seinerzeit ein Lehmgebäude. Der Dachboden des Pfarrhauses diente einst als Zehntscheune. Das Ganze wird von einem Wassergraben umgeben, der bereits 1639 angelegt wurde und hauptsächlich Schutz vor umherziehenden Soldaten bieten sollte.

- Das alte Rathaus wurde zu Beginn des 20. Jahrhunderts angelegt. Es wurde seinerzeit durch den Architekten Taeymans entworfen und dient heute als Polizeiwache.

## Natur und Landschaft
Vorst liegt zwischen den Bächen Grote Laak im Süden und Kleine Laak im Norden.
Zwischen Vorst und dem Nachbarort Eindhout liegt ein feuchtes Waldgebiet entlang der Kleinen Laak, in dem sich einige Naturlandschaften befinden, wie z. B. Ossebroeken und Swinnebroeken (dt. etwa: "Ochsenbruch" bzw. "Schweinebruch").

## Vereinsleben
- Es gibt in Vorst 2 Fußballklubs: Standaard Vorst und Excelsior Vorst.

## Entwicklung der Einwohnerzahl

### 19. Jahrhundert
| Jahr                                                                                       | 1806  | 1816  | 1830  | 1846  | 1856  | 1866  | 1876  | 1880  | 1890  |
| ------------------------------------------------------------------------------------------ | ----- | ----- | ----- | ----- | ----- | ----- | ----- | ----- | ----- |
| Einwohnerzahl                                                                              | 1.467 | 1.519 | 1.764 | 1.992 | 2.059 | 2.141 | 2.204 | 2.265 | 2.309 |
| Hinweis: Volkszählungsergebnisse jeweils zum Stichtag 31. Dezember des betreffenden Jahres |       |       |       |       |       |       |       |       |       |

### 20. Jahrhundert bis zur kommunalen Neugliederung 1976
| Jahr                                                                                                  | 1900  | 1910  | 1920  | 1930  | 1947  | 1961  | 1970  | 1976  |
| --- | ----- | ----- | ----- | ----- | ----- | ----- | ----- | ----- |
| Einwohnerzahl                                                                                         | 2.544 | 2.824 | 3.035 | 3.389 | 4.222 | 5.101 | 5.537 | 5.619 |
| Hinweis: Volkszählungsergebnisse (bis 1970) jeweils zum Stichtag 31. Dezember des betreffenden Jahres |       |       |       |       |       |       |       |       |

## Städtepartnerschaften
- Tönisvorst (Deutschland)

Die Namensgleichheit mit dem zur deutschen Stadt Tönisvorst gehörenden Ortsteil Vorst führte vor einigen Jahren zu einer Städtepartnerschaft zwischen den "Muttergemeinden" Laakdal und Tönisvorst.

## Nachbarorte
| Westerlo | Eindhout                                    | Zittaart    |
| Veerle   | Kompassrose, die auf Nachbargemeinden zeigt | Klein Vorst |
| Averbode | Okselaar                                    | Schoot      |